# لحام بسلك ذو قلب صهور

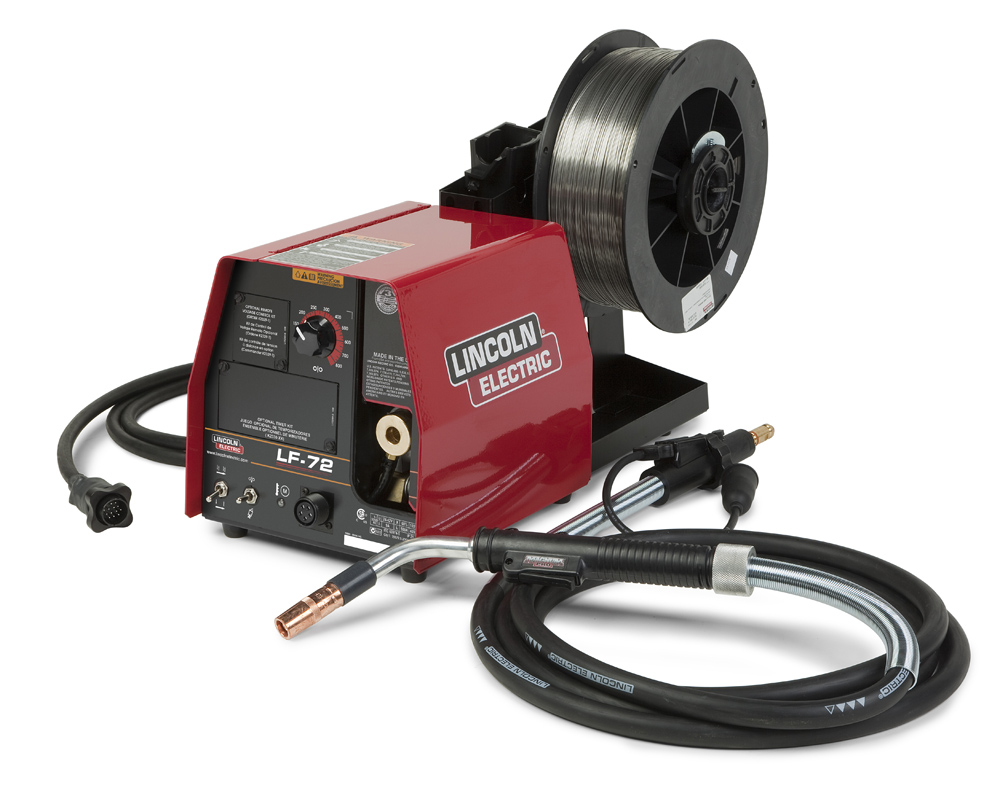

سلك اللحام ذو القلب الصهور (بالإنجليزية: Flux Cored Wire)‏ هو سلك لولبي معبأ بمواد مصهورة ومزيج من المعادن. ويستخدم لعمليات اللحام التي يطلق عليها الماج. السلك مصنوع من صفيحة مشكلة على البارد على شكل حرف U، وبعدها يعبأ بالمعادن المصهورة، ومن هنا يتشكل السلك المطلوب حسب القطر والسماكة المطلوبة.

## اكتشاف أسلاك اللحام ذات القلب الصهور
في عام 1920 كانت تقنيات اللحام مازلت بدائية وغير متطورة. كانت المعادن تلحم بإسلاك لحام صلبة بدون الفلكس مما جعل من عملية اللحام عملية ضعيفة وغير دقيقة، أما اليوم فقد أصبحت عمليات اللحام أكثر دقة وأكثر صلابة مما كانت عليه في السابق.
في عام 1927 قام Franz Letiner Seelendraht، والذي كان يعمل رئيسا لأعمال الصلب والتي تأسست على يد ألبرت بوهلر Albert Böhler لاحقا Böhler Uddeholm وهنا كانت بداية الثورة في عالم تقانة اللحام.
أسلاك اللحام ذات القلب الصهور أصبحت اليوم تحتوي على معادن وعناصر مصهورة والتي تعطي ميزات لحام متميزة. أول قضبان مغطاة كانت من بوهلر هي FOX SPE and FOX EV 50 والتي طورت في عام 1930. وفي عام 1934 طور أول قضيب إلكترود لمعالجة وصيانة الفولاذ غير القابل للصدأ والذي ما زال يستخدم حتى يومنا هذا.

## أنواع
نوع واحد من أنواع اللحام بسلك ذي قلب صهور  FCAW لا يتطلب غاز التدريع. أصبح هذا ممكنًا من خلال قلب التدفق الحراري في القطب الكهربائي الأنبوبي القابل للاستهلاك. ومع ذلك ، يحتوي هذا القلب على أكثر من مجرد تدفق. كما أنه يحتوي على مكونات مختلفة والتي عند تعرضها لدرجات حرارة عالية من اللحام تولد غازًا واقيًا لحماية القوس. هذا النوع من FCAW جذاب لأنه محمول وله بشكل عام اختراق جيد للمعادن الأساسية. أيضا .  تتمثل بعض العيوب في أن هذه العملية يمكن أن تنتج دخانًا زائدًا وضارًا (مما يجعل من الصعب رؤية حوض اللحام). كما هو الحال مع جميع عمليات اللحام  يجب اختيار القطب المناسب للحصول على الخصائص الميكانيكية المطلوبة. تعتبر مهارة المشغل عاملاً رئيسياً حيث أن التلاعب غير الصحيح بالقطب الكهربي أو إعداد الآلة يمكن أن يسبب المسامية.
يستخدم نوع آخر من FCAW غازًا واقيًا يجب توفيره بواسطة مصدر خارجي. يُعرف هذا بشكل غير رسمي باسم لحام "الدرع المزدوج". تم تطوير هذا النوع  بشكل أساسي من أجل لحام الفولاذ الإنشائي. في الواقع ، نظرًا لأنه يستخدم كلاً من قطب كهربائي ذي قلب متدفق وغاز تدريع خارجي ، يمكن للمرء أن يقول أنه مزيج من 
لحام قوسي بالمعدن والغاز GMAW و FCAW. غازات التدريع الأكثر استخدامًا هي إما ثاني أكسيد الكربون المباشر أو مزيج من ثاني أكسيد الكربون و الأرجون. المزيج الأكثر شيوعًا هو 75٪ أرجون و 25٪ ثاني أكسيد الكربون. هذا النمط المعين من FCAWاللحام بسلك ذو قلب تدفق مفضل للحام المعادن السميكة والخارجية . من السهل أيضًا إزالة الخبث الناتج عن التدفق. تتمثل المزايا الرئيسية لهذه العملية في أنها تعمل  بيئة الورشة  المغلقة ، فإنها تنتج بشكل عام لحامات ذات خصائص ميكانيكية أفضل وأكثر اتساقًا ، مع وجود عيوب لحام أقل مقارنة بعمليات SMAW أو عمليات GMAW. من الناحية العملية فهي تسمح أيضًا بمعدل إنتاج أعلى ، نظرًا لأن المشغل لا يحتاج إلى التوقف بشكل دوري لجلب قطب كهربائي جديد ، كما هو الحال في SMAW. ومع ذلك ، مثل GMAW ، لا يمكن استخدامه في بيئة عاصفة لأن فقدان غاز التدريع من تدفق الهواء سيؤدي إلى المسامية في اللحام.

## اقرأ أيضا
- لحام قوسي معدني محجب
- لحام قوسي بالمعدن والغاز

## وصلات خارجية
- موقع بوهلر
- FOX EV 50
- FOX SPE pdf
- FOX A7 pdf